# Уанкабамба (город)
Уанкабамба (англ. Huancabamba) — город на севере Перу, административный центр провинции Уанкабамба в регионе Пьюра. Расположен на высоте 1929 м на восточном склоне горного массива Анд, в долине реки Уанкабамба, на её правом берегу, по которой проходила старая дорога инков, ведущая из Кито в Кахамарку.
Столица региона город Пьюра находится в 130 км к западу от Уанкабамбы. До государственной границы с Эквадором 37 км.

## История
Основан в 1480 году.

## Население
По данным переписи населения 2017 года, в городе проживало около 10 тысяч жителей.

## Известные уроженцы
- Медина, Хосе Мигуэль (1804—1884) — премьер-министр Перу (1872—1873).